# 파라노말 액티비티
《파라노말 액티비티》(영어: Paranormal Activity)는 2007년 개봉한 미국의 초자연 공포 영화이다. 젊은 커플이 집 안에서 일어나는 초자연 현상을 카메라로 24시간 담는 과정을 그려낸다.
속편 《파라노말 액티비티 2》로 이어진다.

## 줄거리
영문과 학생 케이티는 샌디에이고로 이사한 직후 단타 매매자인 남자친구 미카에게 어려서부터 자신을 따라다니는 악령이 있다고 고백한다. 미카는 둘이 잠든 사이에 벌어지는 초자연현상을 확인하기 위해 침실에 카메라를 설치한 뒤 저명한 심령술사 프레드릭스 박사를 집으로 초청한다.
박사는 케이티가 부정적인 기운을 먹고 자라는 악령에 씌였으니 교신하려고 시도하지 말고 악마학자 요한 에이버리스를 만나라고 조언한다. 이를 흘려들은 미카는 악령을 조롱하며 상황을 악화시킨다.
13일 째 밤에 집이 흔들리더니 굉음이 들린다. 미카는 위저보드를 통해 얘기를 나누고 싶냐는 물음에 악령이 으르렁대며 답한 소리가 녹음돼있는 걸 발견하고 위저보드를 갖고 온다. 이에 케이티는 화를 내고, 이때부터 케이티는 공격성이 점증적으로 폭발하고 무아지경 상태에 빠지곤 한다.
두 사람이 자리를 비웠을 때 악령이 플랑셰트로 위저보드에 뭔가를 남기는가 싶더니 바로 불이 일어나는 장면이 카메라에 찍힌다. 베이비 파우더를 복도에 뿌려두자 인간이 아닌 존재의 발자국이 다락으로 이어지고 케이티의 어릴 적 사진이 불타있다.
결국 에이버리스 박사를 부르지만 그는 감당이 안 된다며 도망쳐버린다. 악령은 케이티에게 깨문 자국을 남긴다. 둘은 모텔로 떠나기로 하지만 악령에게 완전히 빙의된 케이티는 그냥 집에 머물고 싶다고 호소한다.
그날 밤 미카는 거대한 힘에 의해 카메라를 향해 던져진다. 미카를 가해한 범인은 다름 아닌 케이티이다. 경찰이 미카의 시체를 발견했으며 케이티는 행방불명 상태라는 후일담이 흐른다.

## 출연
- 케이티 페더스턴 - 케이티 역
- 미카 슬로트 - 미카 역
- 마크 프레드릭스 - 프레드릭스 박사, 심령술사 역
- 앰버 암스트롱 - 앰버 역
- 애슐리 파머 - 다이앤 역
- 랜디 맥다월
- 크리스털 카트라이트

## 기타 제작진
- 총괄 제작: 스티븐 슈나이더
- 분장: 크리스털 카트라이트